# Monti Kjuel'jachskij
I monti Kjuel'jachskij  (in russo Кюельляхский хребет?; in lingua sacha: Күөллээх сис) sono una catena montuosa della Siberia Orientale che fa parte del sistema montuoso dei monti di Verchojansk. Si trovano nella Sacha (Jacuzia), in Russia.

## Geografia
I Kjuel'jachskij sono una delle catene minori nella parte settentrionale del sistema di Verchojansk; si allungano per circa 125 km descrivendo un arco da nord a sud, rivolto a est. Quasi parallelamente a est si trovano i monti Byrandja. Il punto più alto della catena è un picco senza nome di 1483 m. Il limite settentrionale è dato dal fiume Begidjan, il limite meridionale è segnato dal fiume Undjuljung. Il centro della catena è attraversato dal circolo polare artico.